# Белорусија на Светском првенству у атлетици на отвореном 2017.
Белорусија је на Светском првенству у атлетици на отвореном 2017. одржаном у Лондону од 4. до 13. августа, учествовала тринаести, односно учествовала је на свим првенствима од стицања независности до данас. Репрезентацију Белорусије представљало је 16 такмичара (7 мушкараца и 9 жена) у 11 атлетских дисциплине (4 мушке и 7 женских).,
На овом првенству такмичари Белорусије нису освојили ниједну медаљу. У табели успешности према броју и пласману такмичара који су учествовали у финалним такмичењима (првих 8 такмичара) Белорусија је са 3 учесника у финалу делила 40 место са 8 бодова.
| Плас. | Земља      | 1. место | 2. место | 3. место | 4. место | 5. место | 6. место | 7. место | 8. место | Бр. финал. | Бод. |
| ----- | ---------- | -------- | -------- | -------- | -------- | -------- | -------- | -------- | -------- | ---------- | ---- |
| =40.  | Белорусија | 0        | 0        | 0        | 0        | 0        | 2        | 1        | 0        | 3          | 8    |

## Учесници
| Мушкарци: - Александар Љахович — 20 км ходање - Dzmitry Dziubin — 20 км ходање - Алексеј Ничипор — Бацање кугле - Захар Махросенка — Бацање кладива - Siarhei Kalamoyets — Бацање кладива - Павел Борејша — Бацање кладива - Павел Милешка — Бацање копља | Жене: - Марина Арзамасава — 800 м - Алина Талај — 100 м препоне - Елвира Херман — 100 м препоне - Настасија Јацевич — 20 км ходање - Ирина Жук — Скок мотком - Алиона Дубицкаја — Бацање кугле - Јулија Леанцјук — Бацање кугле - Хана Малишик — Бацање кладива - Тацјана Халадович — Бацање копља |  |

## Резултати

### Мушкарци
| Атлетичар          | Дисциплина     | Лични рекорд | Квалификације | Квалификације | Полуфинале            | Полуфинале   | Финале               | Финале       | Детаљи                                   |
| Атлетичар          | Дисциплина     | Лични рекорд | Резултат      | Место         | Резултат              | Место        | Резултат             | Место        | Детаљи                                   |
| ------------------ | -------------- | ------------ | ------------- | ------------- | --------------------- | ------------ | -------------------- | ------------ | ---------------------------------------- |
| Александар Љахович | 20 км ходање   | 1:21:12      |               |               |                       |              | 1:21:39              | 22 / 58 (64) | Архивирано на веб-сајту (13. април 2018) |
| Dzmitry Dziubin    | 20 км ходање   | 1:22:21      | 1:25:41       | 49 / 58 (64)  |                       |              |                      |              | Архивирано на веб-сајту (13. април 2018) |
| Алексеј Ничипор    | Бацање кугле   | 20,52        | 19,54         | 6. у гр. А    |                       |              | Није се квалификовао | 28 / 32      |                                          |
| Павел Борејша      | Бацање кладива | 78,60        | 75,98 кв      | 3. у гр. А    | 75,86                 | 9 / 32       |                      |              |                                          |
| Захар Махросенка   | Бацање кладива | 77,41        | 72,58         | 7. у гр. Б    | Нису се квалификовали | 18 / 32      |                      |              |                                          |
| Siarhei Kalamoyets | Бацање кладива | 77,52        | 71,90         | 10. у гр. Б   | Нису се квалификовали | 22 / 32      |                      |              |                                          |
| Павел Милешка      | Бацање копља   | 82,21        | 75,33         | 15. у гр. А   | Нису се квалификовали | 22 / 31 (32) |                      |              |                                          |

### Жене
| Атлетичарка       | Дисциплина       | Лични рекорд | Група                | Група        | Полуфинале            | Полуфинале            | Финале                | Финале                | Детаљи |
| Атлетичарка       | Дисциплина       | Лични рекорд | Резултат             | Место        | Резултат              | Место                 | Резултат              | Место                 | Детаљи |
| ----------------- | ---------------- | ------------ | -------------------- | ------------ | --------------------- | --------------------- | --------------------- | --------------------- | ------ |
| Марина Арзамасава | 800 м            | 1:57,54      | 2:01,92 ЛРС          | 4. у гр. 4   | Није се квалификовала | Није се квалификовала | Није се квалификовала | 24 / 45 (47)          |        |
| Алина Талај       | 100 м са препоне | 12,63 НР     | 12,88 (,876) КВ, ЛРС | 2. у гр. 3   | 12,85 КВ, ЛРС         | 2. у гр. 2            | 12,81 ЛРС             | 6 / 39 (40)           |        |
| Елвира Херман     | 100 м са препоне | 12,85        | 13,01 (.004) КВ      | 4. у гр. 5   | 13,16                 | 6. у гр. 2            | Није се квалификовала | 19 / 39 (40)          |        |
| Настасија Јацевич | 20 км ходоње     | 1:29:30      |                      |              |                       |                       | 1:32:22 ЛРС           | 26 / 52 (61)          |        |
| Ирина Жук         | Скок мотком      | 4,60         | Без пласмана         | Без пласмана |                       |                       | Није се квалификовала | Није се квалификовала |        |
| Јулија Леанцјук   | Бацање кугле     | 19,79        | 18,01 кв             | 3. у гр. Б   | 18,12                 | 7 / 30 (31)           |                       |                       |        |
| Алиона Дубицка    | Бацање кугле     | 19,03        | 17,68                | 8. у гр. А   | Није се квалификовала | 14 / 30 (31)          |                       |                       |        |
| Хана Малишик      | Бацање кладива   | 74,94        | 72,79 кв             | 3 у гр. А    | 69,43                 | 10 / 30 (32)          |                       |                       |        |
| Тацјана Халадович | Бацање копља     | 66,34 НР     | 62,58 кв             | 7. у гр. А   | 64,05                 | 6 / 30 (31)           |                       |                       |        |